# Seleção de Futebol da Papua Ocidental
A Seleção de Futebol da Papua Ocidental representa a província indonésia da Papua Ocidental em competições de futebol. É membro da CONIFA, entidade que rege o futebol de seleções não filiadas à FIFA. 
Em junho de 2005, disputou a UNPO Cup em Haia, nos Países Baixos, onde jogou apenas uma partida, contra as Molucas Meridionais, que terminou empatada em 1 a 1.
Chegou a se classificar para a Copa do Mundo VIVA de 2006, mas desistiu de participar com a tabela já montada.